# Samuel Älf (1658–1722)
Samuel Älf, född 18 april 1658 i Vårdnäs församling, Östergötlands län, död 31 december 1722 i Kvillinge församling, Östergötlands län, var en svensk präst.

## Biografi
Samuel Älf föddes 1658 i Vårdnäs församling. Han var son till komministern Ericus Älf och Anna Vigius. Älf blev 13 oktober 1680 student vid Uppsala universitet och avlade filosofie kandidatexamen 1691. Han blev 20 april 1692 rektor vid Norrköpings trivialskola och prästvigdes 21 augusti 1696. Älf blev 2 december 1692 kyrkoherde i Kvillinge församling, tillträde 1697, och blev prost. Han avled 1722 i Kvillinge församling och begravdes 22 januari 1723 i Kvillinge kyrkas sakristia med likpredikan av biskop Torsten Rudeen.

### Familj
Älf gifte sig 5 oktober 1692 med Brita Wallenström (1672–1758), som var dotter till kronofogden Jöns Eriksson och Christina Samuelsdotter på Vallby i Vreta Klosters församling. De fick tillsammans barnen en son (1693–1693), Christina Älf som var gift med kyrkoherden Anton Münchenberg i Vreta Klosters församling, kyrkoherden Eric Älf (1696–1732) i Kvillinge församling, Maria Älf som var gift med komministern P. Melander i Skeda församling, kyrkoherden Germund Askelöf i Kimstads församling, inspektoren Jonas Bergqvist på Norsholm och kronolänsman Jonas Hertzberg i Skärkinds härad, kyrkoherden Johan Älf i Danderyds församling, kyrkoherden Samuel Älf i Ukna församling, Brita Catharina Älf som var gift med kyrkoherden Jacob Rudberg i Rystads församling och kyrkoherden Magnus Montin Svensson i Kristbergs församling, kyrkoherden Edmund Älf i Vårdnäs församling, Elisabeth Älf (1705–1708), Anna Älf som var gift med kyrkoherden Petrus Juringius i Kvillinge församling, Petrus Älf i Kvillinge församling, Magdalena Älf (1712–1774) som var gift med inspektoren Carl Dahlgren och bryggaren Johan Widman i Norrköping, Margareta Älf som var gift med kyrkoherden Elias Wibjörnson i Stens församling, Beata Älf (1716–1717) och Beata Älf (1718–1743).